# Rosablanche
Rosablanche är ett berg i Schweiz.   Det ligger i distriktet Hérens och kantonen Valais, i den södra delen av landet, 100 km söder om huvudstaden Bern. Toppen på Rosablanche är 3 336 meter över havet, eller 255 meter över den omgivande terrängen. Bredden vid basen är 2,4 km.